# Avidya
Avidya (sanskrit för "okunnighet") betecknar enligt hinduismen falsk kunskap som måste bekämpas. Avidya omtalas i bland annat Upanishaderna.
Inom buddhismen används termen för att referera till ignorans/okunnighet/förvirring. Avidya är motsatsen till vidya. Avidya benämns som orsaken till dukkha och grunden till den invecklade process som startar återfödelse (samsara).